# Michael Kelly (Philosoph)
Michael J. Kelly (* 4. Oktober 1954) ist ein amerikanischer Philosoph und Kunsthistoriker.
Er unterrichtete Geschichte an der University of Delaware und danach Philosophie an der Columbia University. Später wurde er Direktor des philosophischen Instituts der University of North Carolina at Charlotte.
Zeitweise war er geschäftsführender Direktor der American Philosophical Society und Herausgeber des Journal of Philosophy. Außerdem war er Chefredakteur der Encyclopedia of Aesthetics.

## Schriften (Auswahl)
- Iconoclasm in Aesthetics. Cambridge University Press, Cambridge u. a. 2003, ISBN 0-521-82209-2.
- mit Daniel Herwitz: Action, Art, History. Engagements with Arthur C. Danto. Columbia University Press, New York NY u. a. 2007, ISBN 978-0-231-13796-6.